# Ilie Năstase
Ilie Năstase, romunski teniški igralec, * 19. junij 1946, Bukarešta, Romunija.
Năstase je nekdanja številka ena na moški teniški lestvici ATP in zmagovalec dveh posamičnih turnirjev za grand slam, še trikrat pa je zaigral v finalu. Osvojil je turnirja za odprto prvenstvo ZDA, ko je leta 1972 v finalu premagal Arthurja Asha v petih nizih, in odprto prvenstvo Francije, ko je leta 1973 v finalu premagal Nikolo Pilića v treh nizih. V finalih je zaigral še na odprtem prvenstvu Francije leta 1971, ko ga je premagal Jan Kodeš, ter na odprtem prvenstvu Anglije v letih 1972, ko ga je v premagal Stan Smith, in 1976, ko ga je premagal Björn Borg. Ob tem je dosegel še tri zmage na turnirjih za grand slam v moških in dve v mešanih dvojicah. Med 24. avgustom 1973 in 2. junijem 1974 je bil vodilni na moški teniški lestvici. Je eden le petih teniških igralcev, ki je v karieri dosegel več kot 100 zmag na turnirjih ATP, 57 posamično in 45 med dvojicami. Leta 1991 je bil sprejet v Mednarodni teniški hram slavnih.

## Finali Grand Slamov (5)

### Zmage (2)
| Leto | Turnir                    | Nasprotnik v finalu | Rezultat finala              |
| 1972 | Odprto prvenstvo ZDA      | Arthur Ashe         | 3–6, 6–3, 6–7(1:5), 6–4, 6–3 |
| 1973 | Odprto prvenstvo Francije | Nikola Pilić        | 6–3, 6–3, 6–0                |

### Porazi (3)
| Leto | Turnir                       | Nasprotnik v finalu | Rezultat finala         |
| 1971 | Odprto prvenstvo Francije    | Jan Kodeš           | 8–6, 6–2, 2–6, 7–5      |
| 1972 | Odprto prvenstvo Anglije     | Stan Smith          | 4–6, 6–3, 6–3, 4–6, 7–5 |
| 1976 | Odprto prvenstvo Anglije (2) | Björn Borg          | 6–4, 6–2, 9–7           |